# Pigeon des Comores
Columba pollenii
Espèce
Statut de conservation UICN

 NT  : Quasi menacé
Le Pigeon des Comores (Columba pollenii) est une espèce d'oiseau appartenant à la famille des Columbidae.

## Répartition
Il vit aux Comores et à Mayotte.

## Habitat
Il vit dans les forêts humides tropicales et subtropicales de montagne.
Il est menacé par la perte de son habitat.